# Боб Оденкирк
Роберт Џон Оденкирк (енгл. Robert John Odenkirk; Бервин, 22. октобар 1962) амерички је глумац, комичар, сценариста и продуцент. Најпознатији је по улози адвоката Сола Гудмана (Џимија Макгила) у серији Чиста хемија (2008—2013) и њеном преднаставку Боље позовите Сола (2015—2022).